# العلاقات الباكستانية الكويتية
العلاقات الكويتية الباكستانية، هي العلاقات الخارجية بين الكويت وباكستان. الكويت لديها سفارة في إسلام آباد وباكستان لديها سفارة في الكويت، وكِلا الدولتين أعضاء في منظمة المؤتمر الإسلامي.
تتمتع العلاقات بأنها ودية وتكاتفية، حيث كان لباكستان دوراً بارزاً في تحرير الكويت بعد أن انضمت إلى التحالف الدولي عام 1991، وبعد التحرير شارك مهندسون باكستانيون في إزالة الألغام في الكويت، كما تتمتع العلاقات كذلك بأنها تجارية متبادلة.

## التاريخ
بدأت العلاقات أثناء الرحلات البحرية التجارية سابقاً ما بين الكويت وكراتشي في الثلاثينات وأربعينات القرن العشرين، واستمرت هذه التجارة إلى أواخر الخمسينات وامتدت العلاقة وتطورت بين أهل الكويت وأهل كراتشي خلال فترة طويلة خلقت علاقات قوية ومودة بين الشعب الكويتي والباكستاني حتى أن بعض الكويتيين قد تزوجوا من باكستانيات وتعلموا لغتهم وعاشوا هناك مدة.